# Olympia Club de Bruxelles
El Olympia Club de Bruxelles fue un equipo de fútbol de Bélgica que alguna vez jugó en la Primera División de Bélgica, la máxima categoría de fútbol en el país.

## Historia
Fue fundado en el año 1897 en la capital Bruselas con el nombre Olympia FC y se instalaron en la comuna de Forest.
El club debuta en la Segunda División de Bélgica en la temporada 1897/98, y pasa sus primeros años de existencia en la segunda categoría hasta que consigue el ascenso a la Primera División de Bélgica para la temporada 1903/04, en la cual termina en quinto lugar entre 7 equipos.
El club decide no jugar la liga en la temporada de 1904/05 y queda inactivo hasta su desaparición en el año 1909 tras el cierre de operaciones de la institución.
El club disputó 12 partidos, en donde ganó 2, empató 2 y perdió 8, anotando 22 goles y recibió 49 en su única temporada en la máxima categoría.

## Temporadas
| Edición | Temporada | Liga                                    | Posición                                |
| ------- | --------- | --------------------------------------- | --------------------------------------- |
| 1       | 1903-04   | Division d'Honneur série A              | 5º/7                                    |
| X       | 1904      | Abandona la liga                        | Abandona la liga                        |
| X       | 1909      | El club cierra operaciones y desaparece | El club cierra operaciones y desaparece |